# Бортниково (Вологодская область)
Бортниково — деревня в Чагодощенском районе Вологодской области.
Входит в состав Белокрестского сельского поселения, с точки зрения административно-территориального деления — в Белокрестский сельсовет.
Расстояние по автодороге до районного центра Чагоды — 20 км, до центра муниципального образования села Белые Кресты — 10 км. Ближайшие населённые пункты — Загорье, Заполье, Метелищи.
По переписи 2002 года население — 45 человек (16 мужчин, 29 женщин). Преобладающая национальность — русские (98 %).